# مؤسسه آموزش و تحقیقات تکمیلی پزشکی جواهر لعل
مؤسسه آموزش و تحقیقات پزشکی جواهر لعل (جیپمر) یک دانشکده پزشکی است که در پوندیچری، پایتخت قلمرو اتحادیه پودوچری، در هند قرار دارد. جیپمر یک موسسه اهمیت ملی (ای ان ای) و یک بیمارستان بازگشت مراقبت‌های عالی است. این کشور تحت نظارت و کنترل مستقیم اداری وزارت بهداشت و رفاه خانواده و دولت هند است که دارای استقلال برای اداره کارهای داخلی خود است.

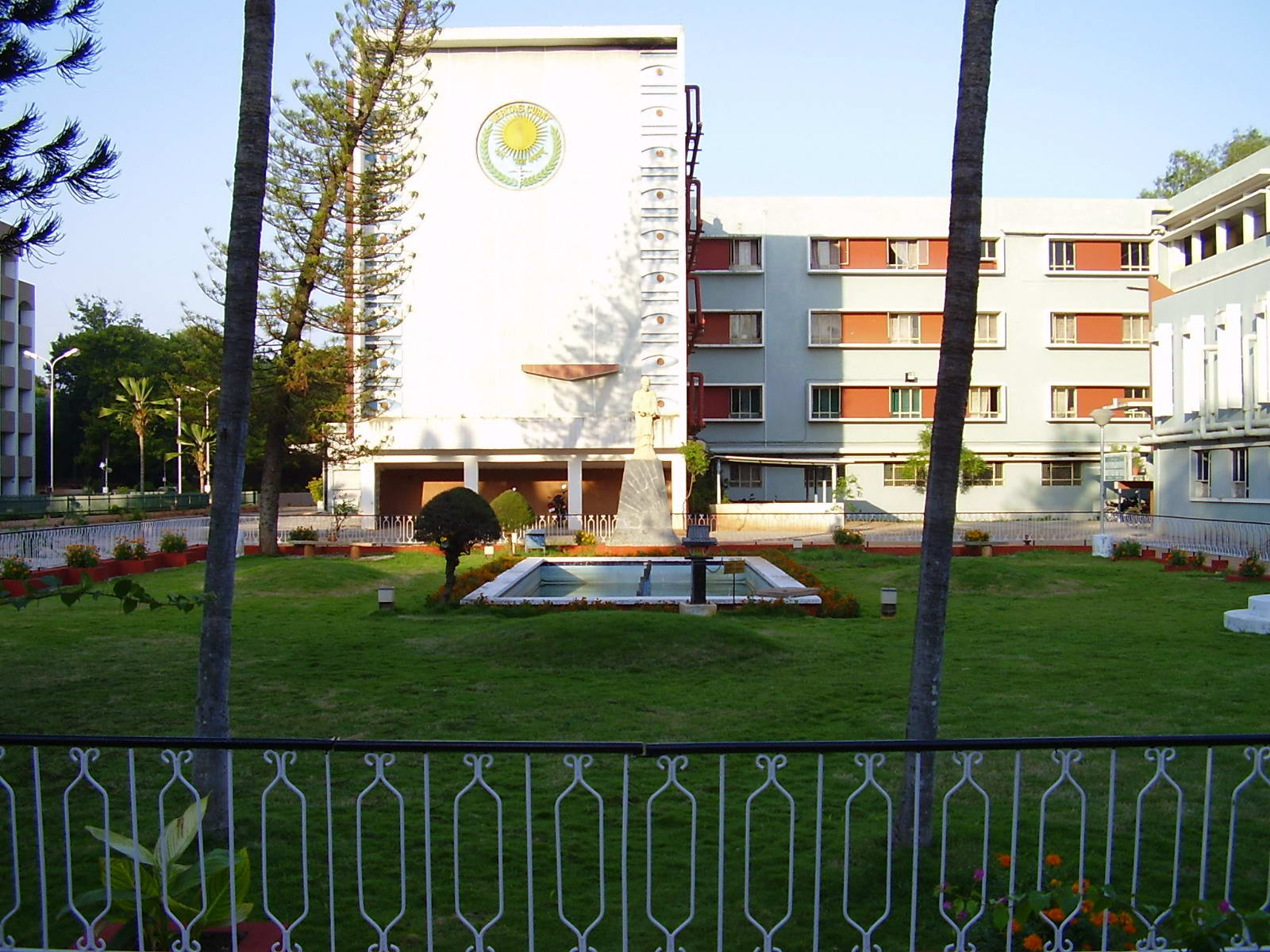
ساختمان سالن‌های سخنرانی

جیپمر دارای بیش از ۳۰۰ عضو هیئت علمی، بیش از ۷۰۰ پزشک مهاجر و بیش از ۸۰۰ پرسنل پرستاری، اداری و پشتیبانی است. سالانه ۱۵۰ دانشجو در مقطع لیسانس و ۲۰۰ دانشجو در مقطع فوق لیسانس پذیرش می‌گیرند.

## تاریخ
۱۸۲۳: هند فرانسوی پیشین مدرسه پزشکی پوندیچری را برای آموزش مردمان فرانسوی در پوندیچری بنیانگذاری نمود. این یکی از نخستین مؤسسات پزشکی گرمسیری بود و کادر آموزشی صورت پذیر از جراحان و پزشکان نیروی دریایی فرانسه و گروه‌های استعماری بود. به دانش آموزانی که در اینجا آموزش می‌دیدند مدرکی به نام دکتر محلی واگذار می‌شد که به آنان اجازه می‌داد در سرزمین‌های استعماری درمانگری کنند. دانشگاه در آن زمان در قلب پوندیچری، روبروی میدان دوگل، که حالا درتالار مجلس قانونگذاری است، قرار داشت.
۱۹۵۶: بعداز منتقل کردن قانونی پودوچری به هند در تاریخ ۱۹۵۶، دولت هند مدیریت دانشگاه را در بدست گرفت و آن را به دانشگاه پزشکی، پوندیچری تغییر اسم داد. برای مدت کوتاهی، این دانشگاه پزشکی دانوانتری نیز نامیده می‌شد.
۱۹۵۹: طاق ساختمان جدید دانشگاه پزشکی در گوریمدو، در نزدیکی شهر توسط کنت استانیسلاس اوستروگ سفیر فرانسه در هند گذاشته شد.
۱۹۶۴: دانشگاه پزشکی دانوانتری به گوریمدو، به پردیس جدیدی به اسم دانوانتری ناگار نقل مکان کرد.
۱۹۶۴: این موسسه درتاریخ ۱۳ ژوئیه ۱۹۶۴ توسط دکتر ساروپالی راداکریشنان، رئیس‌جمهور گذرای هند، نام فعلی خود را به افتخار نخستین نخست‌وزیر هند، پاندیت جواهر لعل نهرو، به نام «موسسه تحصیلات تکمیلی و تحقیقات پزشکی جواهرلال» (جیپمر) نام گذاری نمود. .
۱۹۶۶: قسمت اصلی بیمارستان بازگشایی شد و مرکز خون برقرار شد که نشان دهنده منتقل دادن کلیه خدمات‌های کلینیکی به پردیس جدید بود.
۱۹۷۵: مرکز ملی تربیت معلم در جیپمر بانیانگذاری شد که نشان دهنده شروع مشارکت جیپمر در تربیت نسل‌های معلمان پزشکی در سراسر کشور است.
۱۹۹۵: بخش سازمان یافته قلب و عروق یک آزمایشگاه کاتتریزاسیون قلب را برای ارائه خدمات مداخله ای قلب بازگشایی کرد.
۲۰۰۰: ناحیه اورژانس و تروما بنیانگذاری شد.
۲۰۰۱: یک قسمت اداری جداگانه برای یکی کردن تمام دفاتر در سراسر محوطه بیمارستان افتتاح شد.
۲۰۰۲: قسمت رادیوتراپی به نام یک مرکز منطقه ای سرطان جهش یافت. این مرکز کنونی شامل قسمت‌های رادیوتراپی، انکولوژی پزشکی و انکولوژی جراحی است.
۲۰۰۶: دانشکده پرستاری جیپمر افتتاح و آغاز به کار کرد.
۲۰۰۸: جیپمر با برنهاد پارلمان هند به نام یک موسسه مهم ملی ارتقا یافت.
۲۰۰۹: قسمت فوق تخصصی آغاز به کار نمود و در شروع خدماتی از جراحی قلب، قلب، اورولوژی و جراحی پلاستیک عرضه کرد.
۲۰۱۲: خدمات اطفال، مامایی و زنان به بیمارستان زنان و کودکان جیپمر انتقال یافت که توسط دکتر مانموهان سینگ، نخست‌وزیر وقت هند بازگشایی شد.

## محوطه دانشگاه

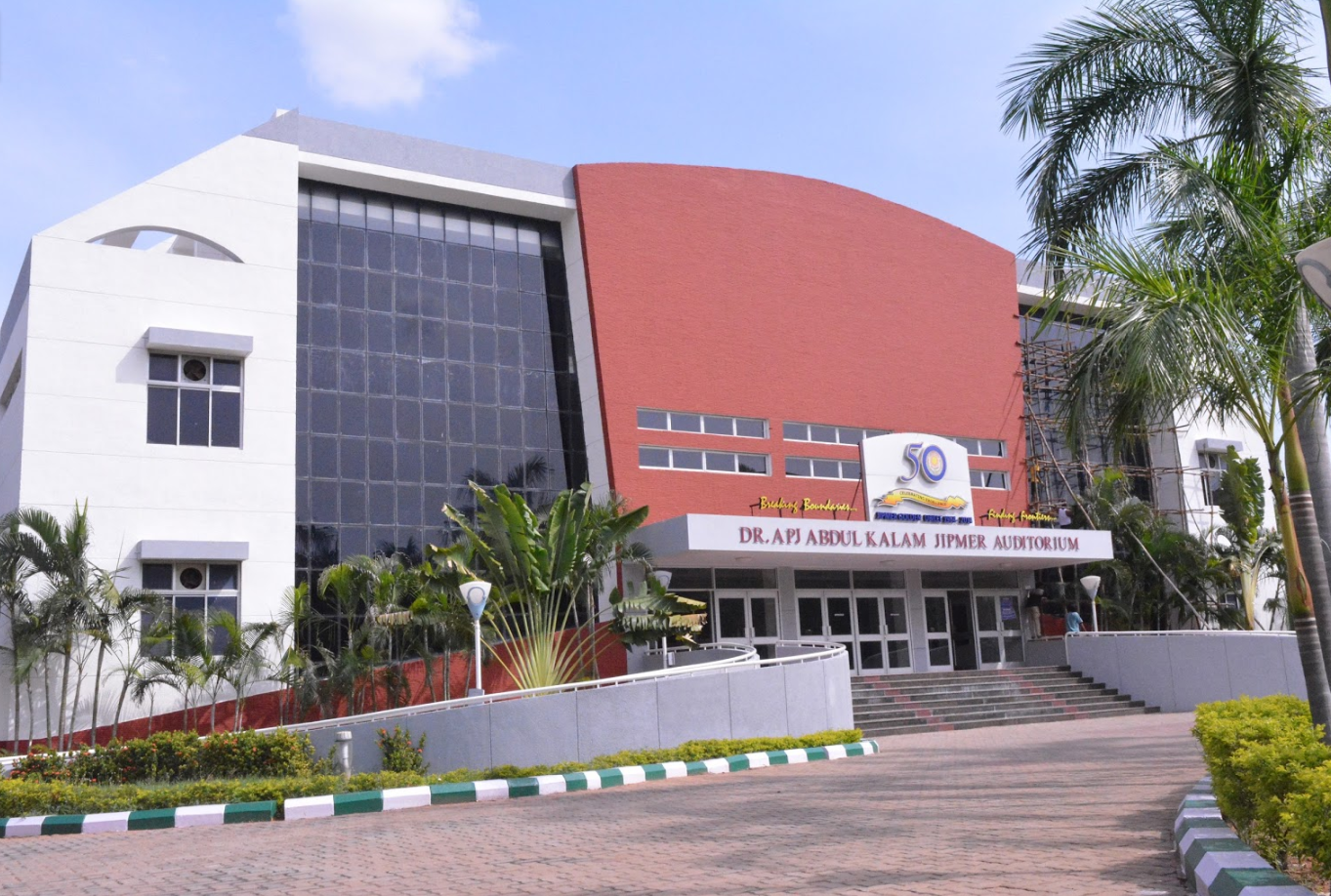
سالن اجتماعات دکتر APJ عبدالکلام جیپمر. سمینارها و کنفرانس‌ها در اینجا برگزار می‌شود.

پردیس جیپمر در ورودی غربی پوندیچری مستقر شده و در ۱۹۵ جریب فرنگی (۰٫۷۹ کیلومتر مربع) بزرگ شده‌است. از تپه ای که در محلی به اسم گوریمدو شناخته می‌شود.
پردیس شامل دانشگاه پزشکی، قسمت‌های بیمارستانی قدیمی و جدید، خوابگاه‌های دانشجویی و مقیم، اتاق‌های کارکنان، کندریا ویدیالایا، یک شعبه از ۲ بانک ملی، ۲دستگاه خودپرداز، یک اداره پست، یک معبد، دکتر ای پی جی عبدالکلام است. زمین‌های بازی و زمین‌های ورزشی سالن اجتمایی جیپمر.

## سازمان و اداره

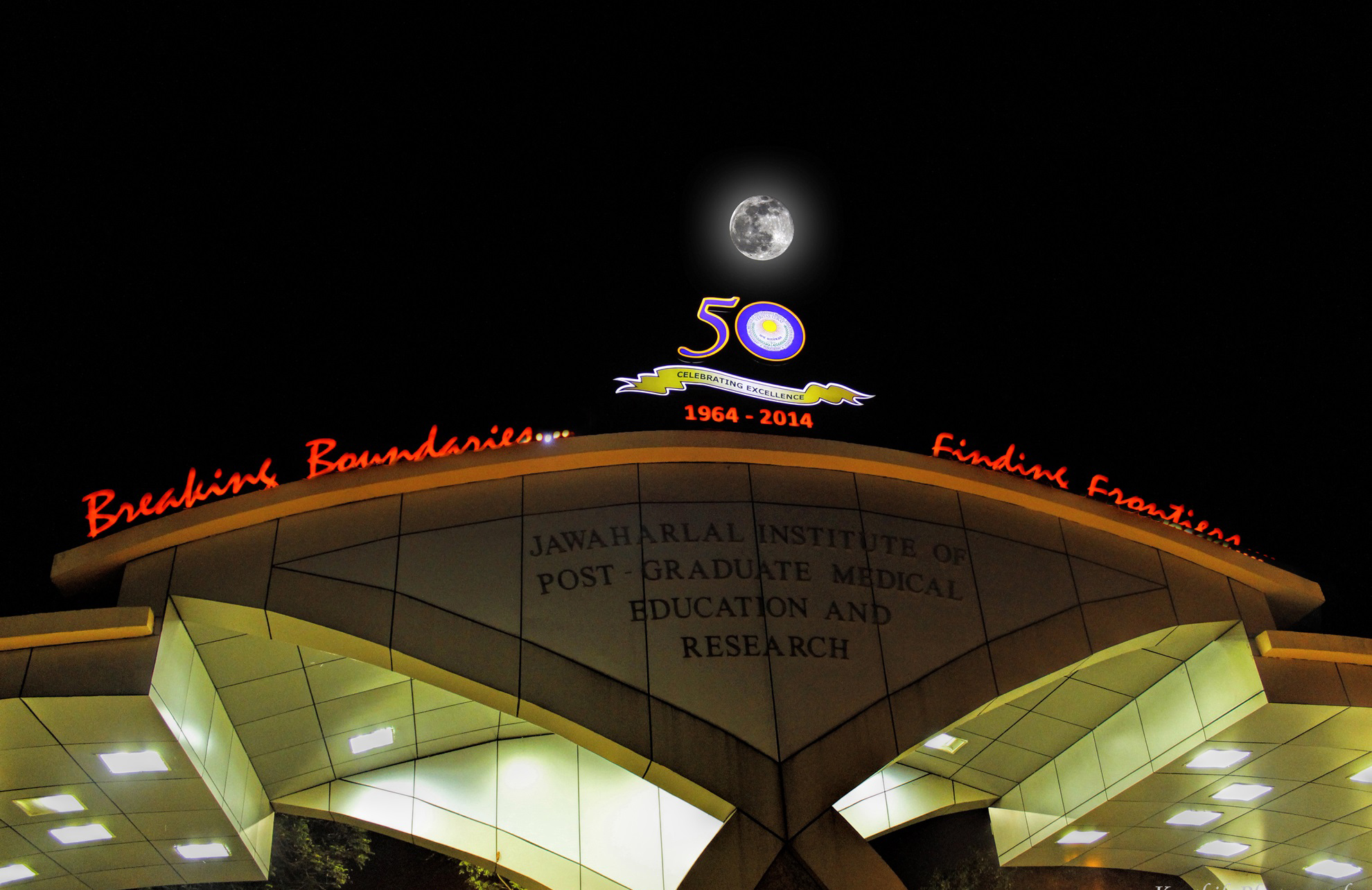
ورودی جیپمر

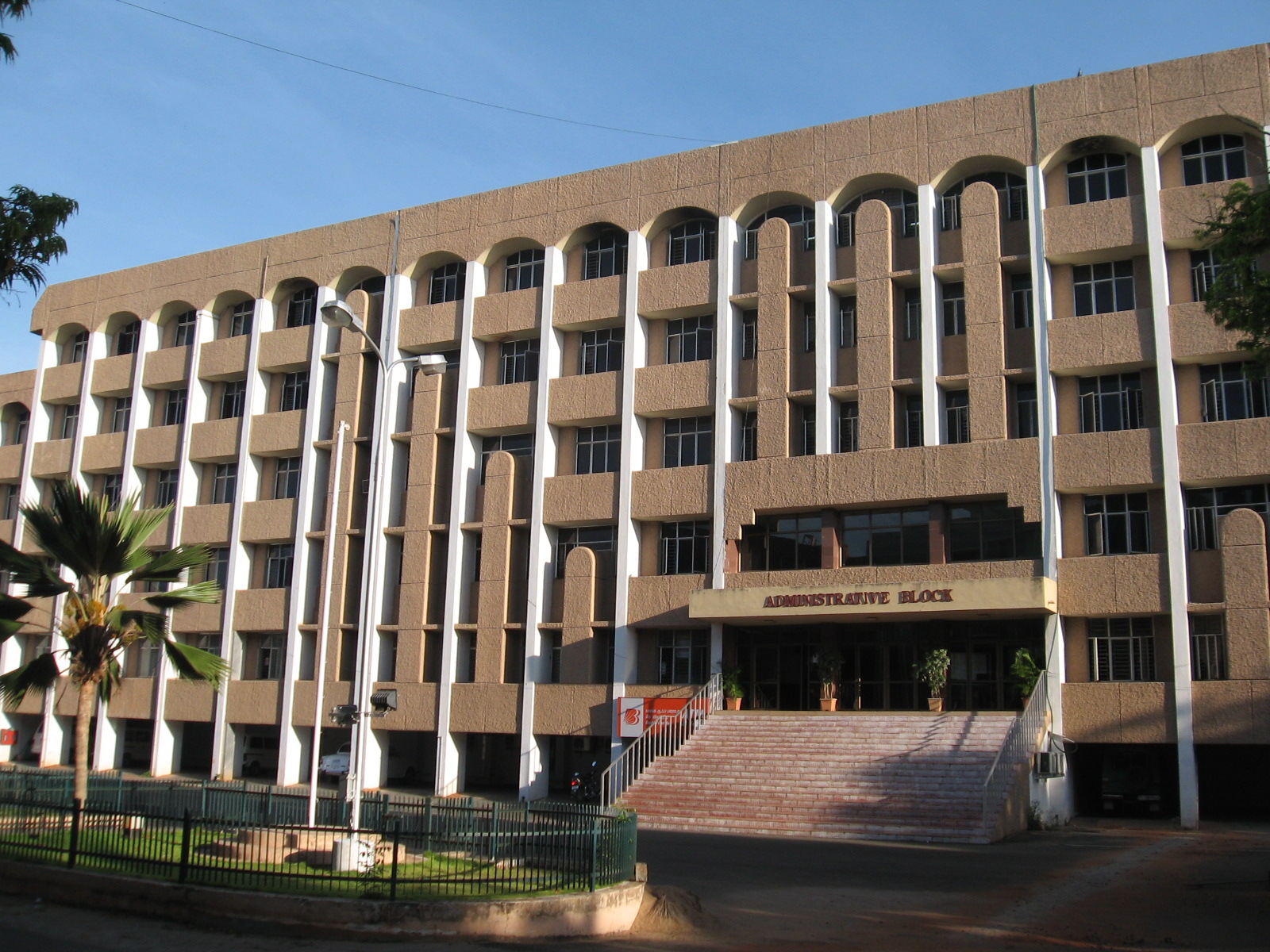
بلوک اداری

این مؤسسه توسط مدیر اداره می‌شود که مدیر اجرایی است و مسئولیت کلی اداره مؤسسه و بیمارستان آن را عهده‌دار بود. سرپرست پزشکی به مدیر کمک می‌نمود تا تمام راندمان‌های بیمارستان وابسته به مراقبت از بیمار را متحد کند. ریاست (دانشگاهی) وظایف نظارت و هماهنگی کلیه فعالیت‌های دانشگاهی از قبیله تدریس را بر عهده دارد، در حالی که ریاست (پژوهشی) به تمامی فعالیت‌های مربوط با پژوهش برسی می‌نمود.

### مدیران دانشگاه پزشکی دانوانتری/جیپمر، پوندیچری
- لئون لاپیسونی - رئیس اول
- اس ونگسرکار
- دکتر جاگانات ردی
- بالا سوبرامانیان
- دی بی بیشت

### مدیران جیپمر
- ام ان گوش - کارگردان اول
- اوب بهار گاوا
- پ بهادر
- اس چاندراسکار
- دی اس دوبی
- دیپاک روهیل
- کی بی لوگانی
- پی اچآنانتانارایانان (اولین فارغ‌التحصیل JIPMER که مدیر موسسه شد)
- کی اس وی کی سوبا رائو
- تی اس راویکومار
- سابهاش چاندرا پریجا
- ویشنو بات
- ویوکاناندام
- آر پی سوامیناتان
- راکش آگاروال

## مرکز منطقه ای سرطان
قسمت رادیوتراپی در جیپمر در تاریخ ۲۰۰۲ به یک مرکز سرطان منطقه ای تبدیل شد. از تاریخ ۲۰۱۴، مرکز منطقه ای سرطان دارای دو بخش است که در یک ساختمان جدید واقع شدند، به اسم‌های رادیوتراپی و انکولوژی پزشکی. ابزارهای پیشرفته پرتودرمانی، از تابش ۳بعدی منسجم و ای ام آرتی تا پرتو درمانی راهنمایی شده با تصویر (ای آر تی) در دسترس است. ابزارهای نخستین تشعشع مثل کبالت دوبعدی و لیناک، براکی تراپی اچ تی آربرای همه بیماران سرطانی رایگان است. علاوه بر این، بیشتر داروهای شیمی درمانی پر هزینه که معمولاً مورد استفاده قرار می‌گیرند نیز به صورت رایگان ارائه می‌شوند. درگذشته پیوند مغز استخوان نیز در این مرکز در حال انجام است. آر سی سی، جیپمرتنها بیمارستان در جنوب هند است که درمان رایگان سرطان را عرضه می‌دهد، همان جور که برای سایر خدمات پزشکی پیشرفته مثل پزشکی ریه، نفرولوژی، گوارش و غیره نیز انجام می‌شود

## دانشگاهیان
جیپمر در زمان تعیین آن به اسم یک مؤسسه اهمیت ملی، به تنهایی یک دانشگاه است و مدارک خود را دریافت می‌کند. پس از آن، به دانشگاه پوندیچری هم نیازبود. بسیاری از دوره‌های پزشکی، پرستاری و پیراپزشکی را در مقطع کارشناسی و کارشناسی ارشد ارائه می‌دهد. پذیرش در تمام دوره‌ها بر طبق استعدادانجام می‌شود.

### دوره‌های آموزشی
جیپمر دوره‌های متنوعی را عرضه می‌نمایاند. دوره‌های لیسانس شامل ام بی بی اس، بی اس سی. (تکنولوژی آزمایشگاهی پزشکی)، کارشناسی. (علوم پزشکی متحد - فناوری آزمایشگاه قلب / دیالیز / عصبی / او تی)، بی ام آر اس سی (لیسانس علوم سوابق پزشکی). بی. اس سی. (پرستاری) در تاریخ ۱۳۸۵ شروع به کار کرد. دوره‌های تحصیلات تکمیلی شامل ام دی، ام سی، و دیپلم در بسیاری از تخصص‌ها، ام. اس سی. در رشته پرستاری، بیوشیمی پزشکی و فیزیولوژی پزشکی و دکتری در چندین رشته. دوره‌های فوق تخصصی شامل ام سی ایچ در جراحی قلب، اورولوژی، جراحی مغز و اعصاب، جراحی پلاستیک، جراحی کودکان، جراحی گوارش و دی ام در قلب، نورولوژی، نفرولوژی، نوزادان، فارماکولوژی بالینی و ایمونولوژی است. در ژانویه ۲۰۱۴ جیپمر دوره کارشناسی ارشد بهداشت عمومی را آغاز کرد. دوره تکنسین فوریت‌های پزشکی ام آر اوو ام آر تی.

### پذیرش
داوطلبان دوره‌های عرضع شده در جیپمر بر طبق ورودی سراسر هند ان ای ای تی منتخب می‌شوند. امتحانات ورودی سالی یک بار برای صندلی‌های کارشناسی و ۲ بار در سال برای صندلی‌های فوق لیسانس برگزار می‌شود. فراخوان‌ها و نتیجه‌های این آزمون‌ها (شامل اسامی داوطلبان برگزیده) در روزنامه‌های معتبر سراسری و همچنین سایت موسسه اعلام می‌شود.

#### دوره ام بی بی اس
جیپمردر حال حاضر ۲۴۹ دانش آموز را هر سال یک بار از روش آزمون ورودی سراسر هند در دوره ام بی بی اس می‌پذیرد. برخی از صندلی‌ها برای بومیان بودوچری و نامزدهای دولت مرکزی محفوظ است. از این تعداد، ۱۸۷ صندلی برای پردیس بودوچری و ۶۲ برای پردیس لکه‌ها آن است که در تاریخ ۲۰۱۶ آغاز به کارکرد.

#### دوره‌های تحصیلات تکمیلی
دوره‌های ۳ساله تحصیلات تکمیلی عرضه شده در جیپمر شامل ام دی در پزشکی عمومی، فوریت‌های پزشکی، پزشکی هسته ای، تشعشع سرطان، زنان و زایمان، آسیب‌شناسی، پزشکی قانونی، میکروبیولوژی، فیزیولوژی، فارماکولوژی، اطفال، بیهوشی، بیهوشی، بیهوشی، پوست، پوست و ار دی و روانپزشکی و MS در جراحی عمومی، جراحی ارتوپدی، چشم پزشکی، گوش، بینی، حنجره و آناتومی. آزمون ورودی یعنی ای ان ای-سی ای تی از سال ۲۰۲۰ بازگشایی شده‌است و ۲بار در سال برای دوره‌های کارشناسی ارشد در ماه مه و نوامبر برگزار می‌شود.
دوره‌های فوق تخصصی
دوره‌های ۳ ساله فوق تخصصی در تخصص‌های پزشکی (دی ام) و جراحی (ام سی اچ) عرضه می‌شود. آنها مثل: قلب، جراحی قلب و قفسه سینه، مغز و اعصاب، جراحی اعصاب، نفرولوژی، اورولوژی، پزشکی و جراحی گوارش، انکولوژی پزشکی، نوزادان، فارماکولوژی بالینی و ایمونولوژی بالینی.
دکتری
داوطلبان دکترا در بسیاری از قسمت‌ها مثل بهداشت عمومی، فارماکولوژی، بیوشیمی، ایمونولوژی، میکروبیولوژی و نظایر آنها قبول می‌شوند. پذیرش بر اساس آزمون ورودی است که هر سال ۱بار برگزار می‌شود.

#### دوره‌های دیگر
لیسانس. پرستاری ۴سال دوره حرفه ای. پذیرش برطبق آزمون ورودی انجام می‌شود.
لیسانس (تکنولوژی آزمایشگاه پزشکی) و لیسانس (علوم پزشکی متحد) - دوره‌های آزمایشگاه قلب، بیهوشی، او تی، دیالیز و نورو - دوره‌های سه ساله. پذیرش بر طبق آزمون ورودی انجام می‌شود.
فوق لیسانس (بیوشیمی پزشکی و فیزیولوژی پزشکی). پذیرش بر طبق آزمون ورودی انجام می‌شود.

### رتبه‌بندی‌ها
جیپمردر تاریخ ۲۰۱۹ توسط جشم انداز هند در میان دانشگاه‌های پزشکی هند در رتبه پنجم و توسط در هفته رتبه سوم را کسب نمود. در تاریخ ۲۰۲۰ توسط چارچوب رتبه‌بندی نهادی ملی (ان ای آر اف) در بین دانشگاه‌های پزشکی در هند رتبه هشتم کسب نمود.

### تحولات جاری
جیپمرکار دومین بلوک فوق تخصصی خود (اس اس بی-ای ای) یعنی مدرسه بین‌المللی بهداشت عمومی جیپمررا شروع کرده‌است. جیپمربا سایر موسسات، از جمله دانشکده بهداشت عمومی هاروارد، برای تبادل اساتید، ابزارهای آموزشی، تحقیقات و داده‌ها در مورد بهداشت عمومی همکاری می‌کند. پیوند جیپمر با دانشکده بهداشت عمومی هاروارد بخشی از تفاهم نامه بزرگتر بین دانشکده پزشکی آمریکا و وزارت بهداشت و رفاه خانواده هند است. جیپمر همچنین کار بیمارستان خارج از سایت در کارای کال را شروع کرده‌است.

### پزشکی از راه دور
مرکز خدمات پزشکی از راه دور جیپمر با بیمارستان دانشگاه ملی بوندانگ کره جنوبی همکاری نماید و آغاز به استفاده از شبکه اطلاعاتی ترانس اوراسیا (تین) کرد. جیپمر عضو شبکه تین می‌باشد و این بیمارستان توانایش را دارا می‌باشد که دانش وی را با کشورهای اروپایی و آسیایی به اشتراک بگذارد. برای آغاز، بر ۱۵ فوریه ۲۰۱۶ کادر جیپمر واکنش بیشتراز ویدیو کنفرانس با استفاده از شبکه تین با دانشگاه ملی سئول بیمارستان بوندانگ (ان کردن) کره جنوبی. بعد جیپمر اولین مرکزی شد که از خدمات پزشکی از راه دور برای این منظور استفاده کرد. شبکه اطلاعاتی ترانس اوراسیا از فناوریهای فناوری اطلاعات و ارتباطات برای افزایش همکاریهای منطقه ای با کشورهای آسیا و پر کردن شکاف دیجیتالی بین منطقه‌های کمتر توسعه یافته استفاده می‌کند. این دانشگاه‌ها و موسسات تحقیقاتی را با شبکه اینترنتی با ظرفیت بالا اتصال به یکدیگر می‌کند تا مبادلات دانش را بیشتر کند و پروژه‌های تحقیقاتی گسترده بین‌المللی را واقعی نماید.

## زندگی دانشجویی

### اتحادیه دانشجویی

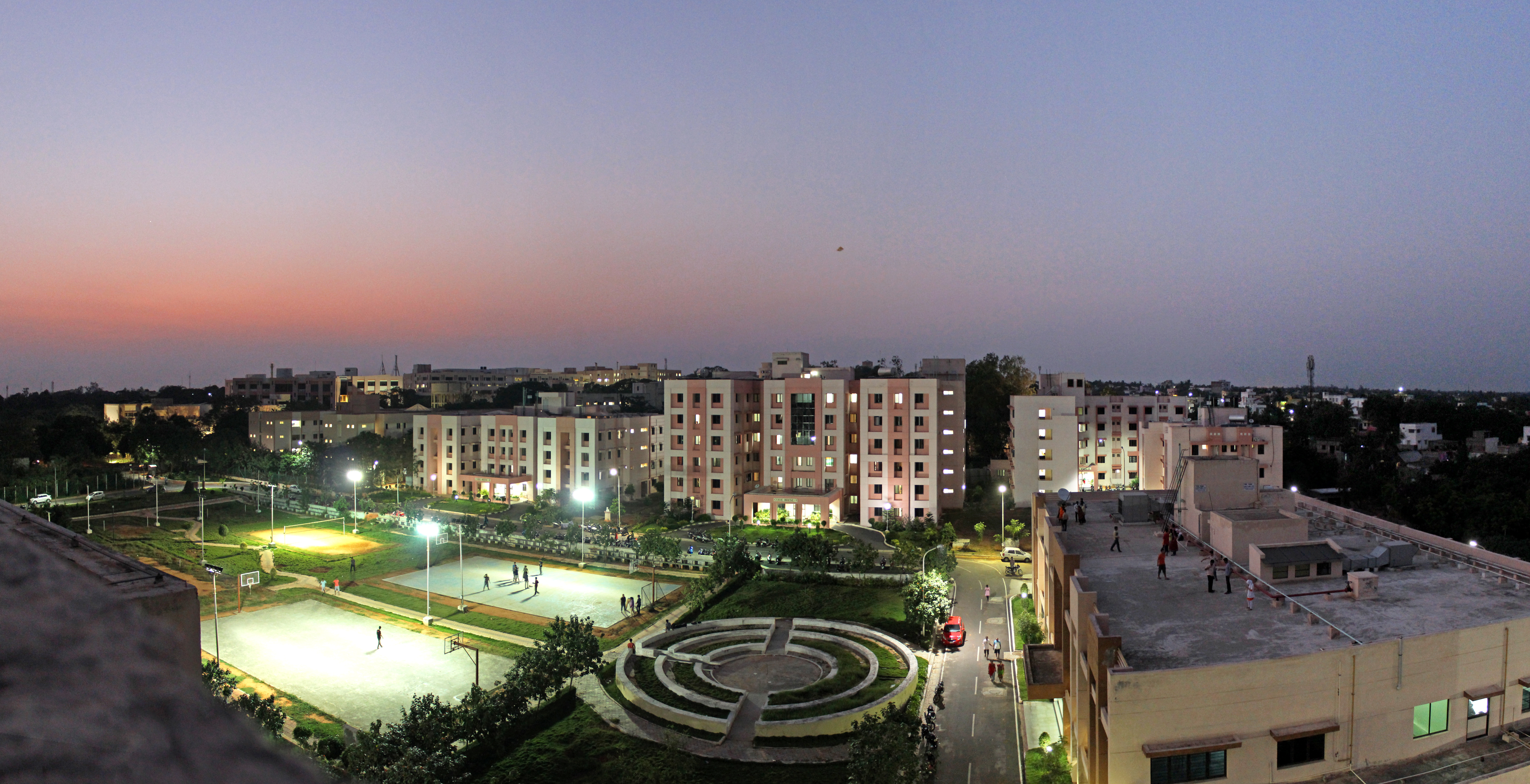
نمایی از مجتمع خوابگاه دکتر مقیم جدید

اتحادیه دانشجویان «انجمن دانشجویان جیپمر» (جی سی ای) است. نمایندگان بدنه دانشجویی هر ساله در یک انتخابات سراسری دانشگاه انتخاب می‌شوند. بدنه مشابه، هرچند کوچکتر، برای دانشجویان و دستیاران تحصیلات تکمیلی وجود دارد و انجمن پزشکان مقیم جیپمر (جی آر دی ای) نامیده می‌شود.

### گروه‌های دانش آموختگان
فارغ التحصیلان جیپمر، به خصوص کسانی که از دوره ام بی بی اس فارغ‌التحصیل شده‌اند، چندین انجمن و سازمان فارغ‌التحصیل را تشکیل داده‌اند.
- بزرگترین جامعه مجازی آنلاین به نام Jipmernet[۱۶] است که فارغ التحصیلان از سراسر جهان در آن شرکت کنندگان فعال هستند.
- قدیمی‌ترین سازمان فارغ التحصیلان، انجمن فارغ التحصیلان JIPMER (JAA) است که جلسه سالانه ای را در اولین آخر هفته آگوست در JIPMER برگزار می‌کند که فارغ التحصیلانی از هند و خارج از کشور در آن شرکت می‌کنند.
- سازمان‌های منطقه ای فارغ التحصیلان شامل انجمن فارغ التحصیلان JIPMER آمریکای شمالی (JAANA)، انجمن فارغ التحصیلان JIPMER انگلستان (JAAUK) و انجمن فارغ التحصیلان JIPMER شمال هند (JAANI) هستند.

## فارغ التحصیلان
- پاراماسیوام ناتاراجان، فتوشیمیست، برنده جایزه شانتی سواروپ بهاتناگار (1984)[۱۷]
- کی آر بالاکریشنان، جراح قلب، اولین پیوند دائمی قلب مصنوعی را در هند با هارت میت دوم ال وی ای دی انجام داد[۱۸]